# فلیسیتی لمون
فِلیسیتی لِمون (به انگلیسی:Felicity Lemon) که بیشتر با نام خانم لمون شناخته می‌شود، یک شخصیت خیالی در مجموعه داستان‌های جنایی هرکول پوآرو، آفریده شده توسط آگاتا کریستی نویسنده مشهور رمان‌های جنایی انگلیسی است.
خانم لمون اولین بار در مجموعه داستان تحقیقات پارکر پاین حضور پیدا کرد و منشی پارکر پاین بود.بعدا،او به عنوان منشی هرکول پوآرو ظاهر شد.
اگرچه این شخصیت در کتاب‌های کریستی چندان حضور پررنگی ندارد؛اما یکی از معروف‌ترین شخصیت‌های مکمل در داستان‌های پوآرو است.

## ویژگی‌ها
خانم لمون در داستان‌های کریستی به عنوان آدمی با رفتار‌های ماشینی توصیف شده است.او بسیار دقیق است.همچنین از زبان پوآرو اینگونه توصیف شده است:به‌طور غیرقابل باوری بدقیافه و بسیار کارآمد.

## حضور

### رمان‌ها
- قتل در خوابگاه دانشجویی (۱۹۵۵)
- حماقت مرد مرده (۱۹۵۶)
- ‌ دختر سوم (۱۹۶۶)
- فیل‌ها به یاد می‌آورند (۱۹۷۲)

### مجموعه داستان‌ها
- تحقیقات پارکر پاین (۱۹۳۴)
- دوازده خان هرکول (۱۹۴۷)
- ماجرای پودینگ کریسمس (۱۹۶۰)
- نخستین پرونده‌های پوآرو (۱۹۷۴)

## حضور در سایر رسانه‌ها
خانم لمون سه بار خارج از کتاب‌ها حضور پیدا کرد:
- در برنامه تلویزیونی ساعت آگاتا کریستی، بازیگر انگلیسی، آنجلا ایسترلینگ در دو قسمت نقش خانم لمون را بازی کرد.
- در سریال پوآرو، پولین مورن در ۳۲ قسمت نقش خانم لمون را ایفا کرد.در این سریال،خانم لمون به مراتب نقش برجسته‌تری نسبت به کتاب‌ها داشت.همین موضوع،به شهرت این شخصیت کمک کرد.
- در مجموعه‌تلویزیونی انیمه ژاپنی کارآگاهان بزرگ آگاتا کریستی، پوآرو و مارپل، صداپیشه ژاپنی، آتسوکو تاناکا در ۱۶ قسمت صداپیشه خانم لمون بود.